# 임시 키
임시 키(Ephemeral key)는 키 설정 프로세스를 실행할 때마다 생성되는 암호화 키이다. 어떤 경우에는 임시 키가 단일 세션(예: 방송 애플리케이션) 내에서 두 번 이상 사용되며, 여기서 발신자는 메시지당 하나의 임시 키 쌍만 생성하고 개인 키는 각 수신자의 공개 키와 별도로 결합된다. 정적 키(static key)와 대조된다.

## 비공개 / 공개 임시 키 동의 키
비공개 임시 키 동의 키(private / public ephemeral key agreement key)는 하나 이상의 키(예: 키 래핑 키, 데이터 암호화 키 또는 MAC 키)를 설정하기 위해 단일 키 설정 트랜잭션에 사용되는 비대칭 키 쌍의 비공개 키이자 선택적으로 기타 키 관련 자료(예: 초기화 벡터)이다.

## 같이 보기
- 세션 키